# Hotshot
Hotshot (Hangul: 핫샷; gestileerd als HOTSHOT), is een Zuid-Koreaanse boyband, gevormd door Star Crew Entertainment (voorheen K.O Sound en Ardor & Able). Ze debuteerden op 29 oktober 2014 met hun digitale single Take a Shot. De groep bestaat uit zes leden: Choi Jun-hyuk, Kim Timoteo, Roh Tae-hyun, Ha Sung-woon, Yoonsan en Ko Ho-jung.

## Bezetting
- Choi Jun-hyuk
- Kim Timoteo
- Roh Tae-hyun
- Ha Sung-woon
- Yoonsan
- Ko Ho-jung

## Geschiedenis
Timoteo was voorheen een SM Entertainment-stagiair en zou lid worden van Exo. Taehyun werd blootgesteld aan de krump-dansstijl als Kid Monster, actief als lid van de dansgroep Monster Woo Fam van 2007-2008. Yoonsan woonde acht jaar in Frankrijk en werd gescout, terwijl hij koffie dronk tijdens zijn vakantie in Zuid-Korea.
Hotshot bracht hun debuutsingle Take a Shot uit op 29 oktober 2014. Op 6 december werd gemeld dat Hotshot betrokken was bij een licht auto-ongeluk na de Show! Music Core van MBC, resulterend in lichte verwondingen. Hotshot bracht hun tweede digitale single Midnight Sun uit op 25 maart 2015, gevolgd door hun eerste uitgebreide ep Am I Hotshot?, uitgebracht op 24 april 2015. De ep bestond ook uit vijf nummers met Watch Out, evenals hun vorige singles Take a Shot en Midnight Sun. Op 2 juli werd de herbewerkte editie I'm A Hotshot van de ep Am I Hotshot? uitgebracht met de originele nummers van Am I Hotshot?, samen met twee nieuwe nummers, waaronder de single I'm A Hotshot. Op 8 juni 2016 bracht Hotshot hun Japanse debuutsingle Step by Step uit, met de gelijknamige hoofdsong One More Try en de instrumentale versie van Step by Step.
Taehyun en Sungwoon namen in de eerste helft van 2017 deel aan de survival-televisieserie Produce 101 Season 2. De serie eindigde met een van de twee concurrerende leden, Sungwoon, die op de 11e plaats eindigde en lid werd van de tijdelijke boyband Wanna One. Taehyun werd uitgeschakeld en eindigde op de 25e plaats in het algemeen klassement. Vanwege de aard van het contract tussen Wanna One-leden en CJ E&M, zou Sungwoon tot december 2018 promoveren als lid van Wanna One, waarna hij terugkeert om weer als regulier lid van Hotshot te fungeren. De overige vijf leden brachten op 15 juli 2017 de digitale single Jelly uit. Star Crew Entertainment bevestigde dat Taehyun zou toetreden tot Produce 101, Season 2, de door fans gecreëerde groep JBJ en gedurende zeven maanden zou promoten onder Fave Entertainment. JBJ debuteerde op 18 oktober 2017 en werd op 30 april 2018 ontbonden.
Van oktober 2017 tot februari 2018 namen Timoteo en Hojung deel aan de reality-televisieserie The Unit. Na beëindiging van de show eindigde Hojung op de derde plaats, waardoor hij in de top negen stond en in de bezetting van de projectboygroep UNB eindigde Timoteo als tiende. Hojung zou zeven maanden lang lid worden van de UNB en bij succes van de groep zou het lidmaatschap worden verlengd tot vijfentwintig maanden, en de leden van de projectgroep werd ook toegestaan om activiteiten te ondernemen onder hun respectievelijke gezelschap, terwijl UNB op pauze was. Op 15 november bracht Hotshot hun tweede ep Early Flowering uit met de eerste single I Hate You.

## Discografie

### Singles
- 2014: Take a Shot
- 2015: Midnight Sun
- 2015: Watch Out
- 2015: I'm a Hotshot
- 2017: Jelly
- 2018: I Hate You
- 2016: Step by Step

### Ep's
- 2015: Am I Hotshot? (cd/download, K.O. Sound)
- 2018: Early Flowering (cd/download, Star Crew)